# Belmonte (Bahía)
Belmonte es un municipio brasileño del estado de Bahía. Se localiza a una latitud 15º51'47" sur y a una longitud 38º52'58" oeste, estando a una altitud de 8 metros. Su población estimada en 2004 era de 18.986 habitantes.
Posee un área de 2016,85 km². 
El municipio fue creado en 1764.